# Edingen-Neckarhausen
Edingen-Neckarhausen è un comune tedesco di 13 905 abitanti, situato nel land del Baden-Württemberg.